# Цепошникова
Цепошникова — деревня в Тугулымском городском округе Свердловской области, России.

## Географическое положение
Деревня Цепошникова муниципального образования «Тугулымского городского округа» расположено в 26 километрах к юг-юго-востоку от посёлка Тугулым (по автотрассе в 37 километрах), в лесной местности, по обоим берегам реки Балда (левого притока реки Пышма). В окрестностях деревни имеется пруд.

## Население
| 2002 | 2010 | 2021 |
| ---- | ---- | ---- |
| 69   | ↘57  | ↘24  |